# Б-200
Б-200 — прожектор, предназначенный для подсветки участков неба или местности лучом в световом диапазоне на расстоянии до 35 км. Использовался частями Красной армии, ВС СССР и ВС стран Варшавского договора. В настоящее время продолжает использоваться в ВС РФ.

## Тактико-технические характеристики
- Диаметр зеркала — 2000 мм.
- Мощность дизель-генераторной установки — 30 кВт.
- Принцип генерации света — электродуговое горение угольного стержня.
- Время горения одного угольного стержня — 18-20 мин. (в зависимости от атмосферных условий, состава угля).
- Установка — стационарная/мобильная.
- Боевой расчёт — 4 человека (командир, моторист, оператор (направляющий), связист).

## Тактика применения
Прожектор Б-200, обладая большой массой в отличие от АПМ-90, не может быстро менять направления луча как по углу, так и по азимуту. Для изменения направления луча, как правило, прожектор ориентируется на местности по карте, с привязкой к местным ориентирам. Для направления прожектора используется система редукторных передач с ручным приводом. Данное обстоятельство и приводит к основным тактическим приёмам. При стелющемся луче по поверхности прожектор может использоваться для стрелковых и миномётных подразделений в качестве целеуказателя. На заливах и озёрах световой луч может использоваться в качестве светового барьера ночью (на пересечение). При боевых действиях из-за большой дальности подачи луча прожектор используется для ослепления противника, как при обороне, так и при наступлении. В пограничных войсках также применяется как средство морально-психологического давления на нарушителей режима Государственной границы. При этом в соответствии с требованиями Устава погранвойск, запрещается освещение сопредельной территории.

## Исторические факты применения
Прожектор Б-200 (и его более ранние модификации) получил широкое применение в Битве за Москву (1941—1942 гг.), во время штурма Берлина. Часто используется во время массовых шоу (например, Тушинское авиашоу).

## Особенности эксплуатации
- Прожектор выполнен из расчёта на любое климатическое использование.
- Материал корпуса — сталь. Материал защитного стекла — кварцевое стекло. Материал зеркала — стекло с серебряным покрытием.
- Как изделие, прожектор выполнен на базе двух грузовых автомобилей повышенной проходимости, или на базе тягача повышенной проходимости с прицепом. Первая часть (первый автомобиль) несёт на себе дизель-генератор и запас топлива. В случае стационарной установки (как правило, на постах технического наблюдения) — в виде двухэтажной постройки: первый этаж — дизель-генератор, второй — сам прожектор. В случае стационарной установки, хранилище топлива выносится в отдельное помещение из соображений противопожарной безопасности.
- После сгорания нескольких угольных стержней зеркало темнеет от копоти, и его необходимо очищать, как правило, спиртом. Из-за дугового горения во внутренней полости прожектора образуется переизбыток озона (ядовитый газ с характерным запахом). Из-за этого эффекта необходимо предварительно проветрить внутреннее пространство.
- Также отдельную проблему представляет медная массивная часть, используемая для удержания дуги на угольном стержне — во время работы она нагревается до 1000 градусов по Цельсию, что при косвенном прикосновении может вызвать ожог.
- Для замены угольных стержней в обязательном порядке необходимо использовать теплоизолирующие рукавицы по той же причине.
- Оператор прожектора для отслеживания положения горящего угля в фокусе дуги должен использовать защитные очки, в противном случае через несколько минут наступит ожог роговицы, хрусталика и сетчатки глаза. Как правило, оператор, находясь справа, закрывается брезентовой шторкой.
- Смотреть на свет прожектора вблизи него категорически запрещается. Избыточное излучение в инфракрасном, световом и ультрафиолетовом диапазоне быстро наносит повреждения незащищённым кожным покровам, органам зрения.